# イザベラ・デステ
イザベラ・デステ（伊: Isabella d'Este、1474年5月18日 - 1539年2月13日）は、エステ家出身のマントヴァ侯妃。ルネサンス期イタリアの文芸、政治を代表する女性の一人である。

## 概要
イザベラは1490年2月12日に16歳でマントヴァ侯フランチェスコ2世・ゴンザーガと結婚し、フランチェスコ2世の死後は、若年でマントヴァ侯位を継いだ嫡男フェデリーコ2世・ゴンザーガの摂政としてマントヴァを統治した。1500年にフランス王ルイ12世とミラノ公国で会談しフランスとマントヴァとの間に不可侵条約を結ばせることに成功するなど、当時のイタリア情勢で大きな政治的、外交的手腕を発揮した。
イザベラは芸術を庇護し、その最先端のファッションはイタリアのみならずフランス王宮の女性たちにも大きな影響を与えた。詩人ルドヴィーコ・アリオストは「自由闊達で高潔なイザベラ」と賞賛し、マッテオ・バンデッロは「最高の女性」と評している。さらに外交官ニッコロ・ダ・コレッジョはイザベラを「世界一のファーストレディ」と高く評価した 。

## 前半生

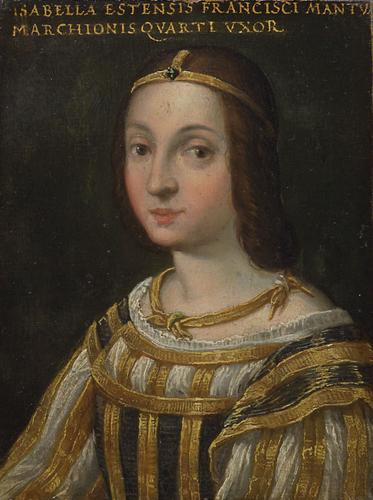
16世紀に描かれたイザベラの肖像画。

イザベラが家族や友人たちと交わした膨大な量の書簡が現存しているため、イザベラの生涯は当時の女性としては異例なまでに明確に伝わっている。
イザベラはフェラーラ公エルコレ1世・デステとエレオノーラ・ディ・ナポリ（エレオノーラ・ダラゴン）との間に、1474年5月18日の夜9時にフェラーラで生まれた。イザベラの父エルコレ1世は芸術の庇護者として知られる教養豊かな人物で、母エレオノーラはナポリ王女で、ナポリ王フェルディナンド1世とイザベラ・ディ・キアロモンテの娘だった。
イザベラには1人の妹と4人の弟がいた。イザベラが誕生した翌年の1475年6月29日にベアトリーチェが生まれ、その後1476年にアルフォンソ、1477年にフェランテが生まれている。さらに1479年にイッポリト (en:Ippolito d'Este)、1480年にシギスモンドが生まれた。6人のエルコレ1世夫妻の子供の中でも、イザベラがもっとも両親のお気に入りの子供だったといわれている。
弟のフェランテが生まれる1477年に、イザベラは母エレオノーラとともにナポリを訪問している。ナポリはエレオノーラの故郷で、エレオノーラが帰郷するときにはいつも子供の中でイザベラだけが同行した。エレオノーラとの旅を通じて、イザベラは外交術と国政術を身に着けていった。

### 教育
イザベラは生まれながらに聡明であり、幼いころから高度な教育を受けて早熟な才能の片鱗をみせていた。優れた知性の持ち主で、古典文学について議論をし、ときには他国の大使たちと国政に関する意見を交わしたこともあった。さらにイザベラは宮廷に属する画家、音楽家、著述家、学者たちとの個人的な交流も持っていた。歴史や語学にも深い造詣を持ち、古代ローマの詩人ウェルギリウスや劇作家テレンティウスの作品を暗唱することもできた。音楽の才能にも恵まれ、ジョヴァンニ・アンジェロ・テスタグロッサ (en:Giovanni Angelo Testagrossa) にリュートの演奏を学んでいた。ダンスもユダヤ人ダンス教師アンブロージオに学び、新たなダンスの発展に寄与したこともある。幼少期のイザベラはやや太り気味だったが活発な少女で、「いきいきとした目」と「陽気な美しさ」をもった少女だった。
1480年にイザベラは6歳でマントヴァ侯家の跡継ぎであるジャンフランチェスコと婚約した。ジャンフランチェスコの容貌は優れているとはいえなかったが、イザベラはジャンフランチェスコの武勇に憧れを抱いており、優れた男性だと考えていた。婚約成立後に数回の逢瀬を重ねたイザベラはジャンフランチェスコに惹かれていき、続く数年間をさらにジャンフランチェスコのことを理解し、将来のマントヴァ侯妃になるための準備期間に当てるようになった。婚約期間中のイザベラは、ジャンフランチェスコから贈られた書簡、詩歌、ソネットなどを大事に保管していた。

## 結婚

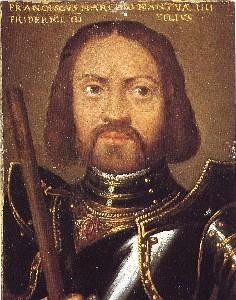
イザベラの夫マントヴァ侯フランチェスコ2世・ゴンザーガの肖像画。

婚約が成立してから10年後の1490年2月11日に16歳のイザベラは、マントヴァ侯爵位を継いでフランチェスコ2世となったジャンフランチェスコと結婚した。結婚式の盛大な祝宴に先立って、イザベラは宝石や金細工で飾られた馬に乗ってフェラーラの大通りを行進した。結婚式当日のイザベラは美しく、華奢で、優雅で、見事な着こなしの女性だといわれた。イザベラの長く美しい髪は透き通るような金髪に染められ、その瞳は「秋のモミの実のような茶色で、微笑を振りまいていた」といわれている。新たなマントヴァ侯妃となったイザベラは民衆から大歓迎され、非常に高い賞賛を受けた。イザベラは結婚の持参金として、3,000ダッカトの金銭のほかに高価な宝石や、絵皿、銀食器などをマントヴァ侯家に持ち込んでいる。何年も互いを尊敬しあっていたフランチェスコ2世とイザベラの関係は結婚によって深い愛情へと変わっていき、このフランチェスコ2世との結婚がイザベラを「開花させた」といわれる。
マントヴァ侯たるフランチェスコ2世はヴェネツィア共和国軍の最高司令官を兼務しており、会議などのためにマントヴァを離れてヴェネツィアを訪れることも多かった。フランチェスコ2世が不在の間、イザベラはゴンザーガ家がマントヴァに所有する古城に滞在していた。侯妃イザベラは取り巻きの廷臣や女官たちに囲まれていたとはいえ、このようなときには母親や妹ベアトリーチェと過ごすことが多かったが、結婚後しばらくしてからフランチェスコ2世の妹エリザベッタと親友となった。意気投合したイザベラとエリザベッタは、読書、カード遊び、田舎への小旅行などをともにした。二人はフランチェスコ2世の不在時にガルダ湖へと遠出し、二人でヴェネツィアへと旅行したこともあった。イザベラとエリザベッタとの関係は終生良好であり、エリザベッタが死去する1526年まで二人の書簡のやりとりが続いている。

### 子女
1493年12月に第一子エレオノーラが生まれ、その後フランチェスコ2世とイザベラの間には7人の子女が生まれた。
- エレオノーラ（1493年12月31日 - 1550年2月13日） - ウルビーノ公フランチェスコ・マリーア1世・デッラ・ローヴェレ妃。グイドバルド2世・デッラ・ローヴェレの母。
- マルゲリータ（1496年7月13日 - 1496年9月22日）
- フェデリーコ（1500年5月17日 - 1540年8月28日） - マントヴァ侯
- リヴィア（1501年 - 1508年1月）
- イッポリータ（1503年11月13日 - 1570年3月16日） - 尼僧
- エルコレ（1505年11月23日 - 1563年3月2日） - 枢機卿、マントヴァ司教
- フェランテ（1507年1月28日 - 1557年11月15日） - グアスタッラ伯、コンドッティエーレ
- パオラ（1508年8月 - 1569年） - 尼僧

### ルクレツィア・ボルジア
イザベラの弟アルフォンソは、ローマ教皇アレクサンデル6世)の娘ルクレツィア・ボルジアと1501年に結婚したが、結婚一年後の1502年にルクレツィアとイザベラの夫フランチェスコ2世が不倫関係となった。この両者の関係は情熱的なものではなく肉体的なものだった。イザベラは二人の不倫関係が始まったときとほぼ同時期に娘イッポリータを出産し、その後もフランチェスコ2世の子供を生み続けた。ルクレツィアは義姉イザベラと交誼を結ぼうとしたが、ルクレツィアを軽蔑していたイザベラは相手にしなかった。イザベラはルクレツィアとアルフォンソの結婚式で女主人役を務めたが、ルクレツィアがアルフォンソの花嫁としてフェラーラに到着したときからイザベラはルクレツィアのことを敵だとみなし、あらゆることに対抗心を露にしていた。美貌で名高いルクレツィアとフランチェスコ2世との不倫は、イザベラの精神を苛み続けた。

## 政治手腕

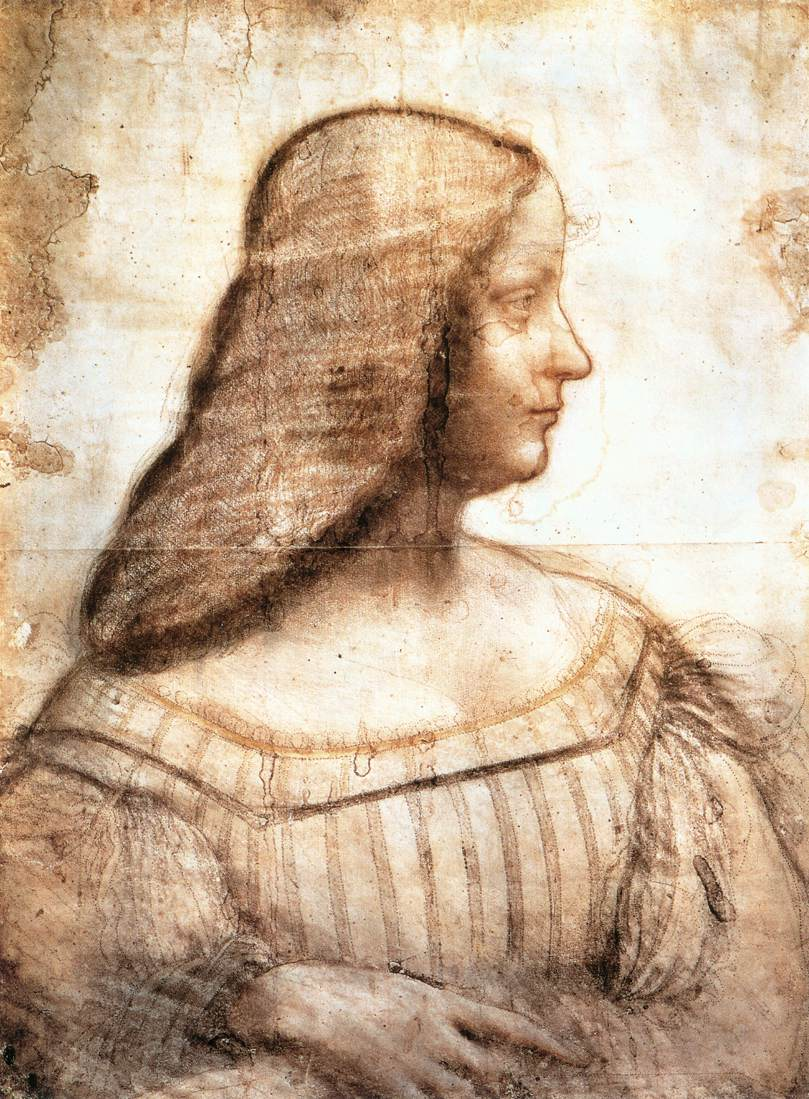
レオナルド・ダ・ヴィンチが描いた素描『イザベラ・デステの肖像』。ルーヴル美術館所蔵。

イザベラはマントヴァが混乱のさなかにあったときに大きな役割を果たした。1509年にフランチェスコ2世が敵の捕虜となってヴェネツィアに幽閉されたときにはイザベラがマントヴァ全軍を掌握し、フランチェスコ2世が釈放される1512年までマントヴァを守り抜いた。同1512年には、フィレンツェとミラノ公国に関する諸問題を解決するために開催されたマントヴァ会議で議長役を務めている。統治者としてのイザベラは夫フランチェスコ2世よりも果断で有能であり、フランチェスコ2世が幽閉されていた時期にはイザベラがマントヴァ侯領を統治し、その政治的才能はフランチェスコ2世を凌いでいた。妻イザベラが自身よりも優れた政治手腕で領地を治めていたことを釈放後に聞かされたフランチェスコ2世は憤慨し、屈辱感に苛まれた。そしてこのことが両者の結婚生活を決定的に破綻させる結果となった。そしてイザベラはフランチェスコ2世に構うことなく各地へ旅行することが多くなり、1519年3月19日にフランチェスコ2世が死去するまで、イザベラの気ままな生活は続いた。
フランチェスコ2世が死去すると嫡男フェデリーコがフェデリーコ2世としてマントヴァ侯位を継ぎ、イザベラは摂政としてマントヴァの統治者となった。政治的手腕に優れたイザベラはイタリア全土に大きな影響力を持つようになり、イタリアにおけるマントヴァの地位の向上に一役買うことになっていった。イザベラは自身の政治力を発揮して息子のマントヴァ侯フェデリーコ2世と神聖ローマ皇帝カール5世の伯母ジューリア・ダラゴナとの結婚をまとめるなど、マントヴァの侯国から公国への昇格に尽力した。また、イザベラは次男エルコレ (en:Ercole Gonzaga) に、枢機卿の地位を与えることにも成功している。

## 外交手腕
イザベラは1500年にミラノ公国でフランス王ルイ12世と会見し、マントヴァへのフランス軍の不可侵を約束させることに成功した。ルイ12世はこのときのイザベラの魅力あふれる個性と優れた知性に感銘を受けたといわれている。イザベラがルイ12世から歓待を受けていた当時のミラノ公国はフランスの占領下であり、イザベラはルイ12世にミラノ難民の保護を依頼している。戦火を逃れて難民となっていた人々のなかに、イザベラの妹ベアトリーチェの夫でミラノ公ルドヴィーコ・スフォルツァの愛人だったチェチーリア・ガッレラーニもいた。当時のルドヴィーコ・スフォルツァはフランス軍に侵攻を受けてミラノ公国からの脱出を余儀なくされていた。イザベラは「まれに見る才能と魅力を持った淑女」としてチェチーリアをルイ12世のもとに遣わしている。

## 芸術後援

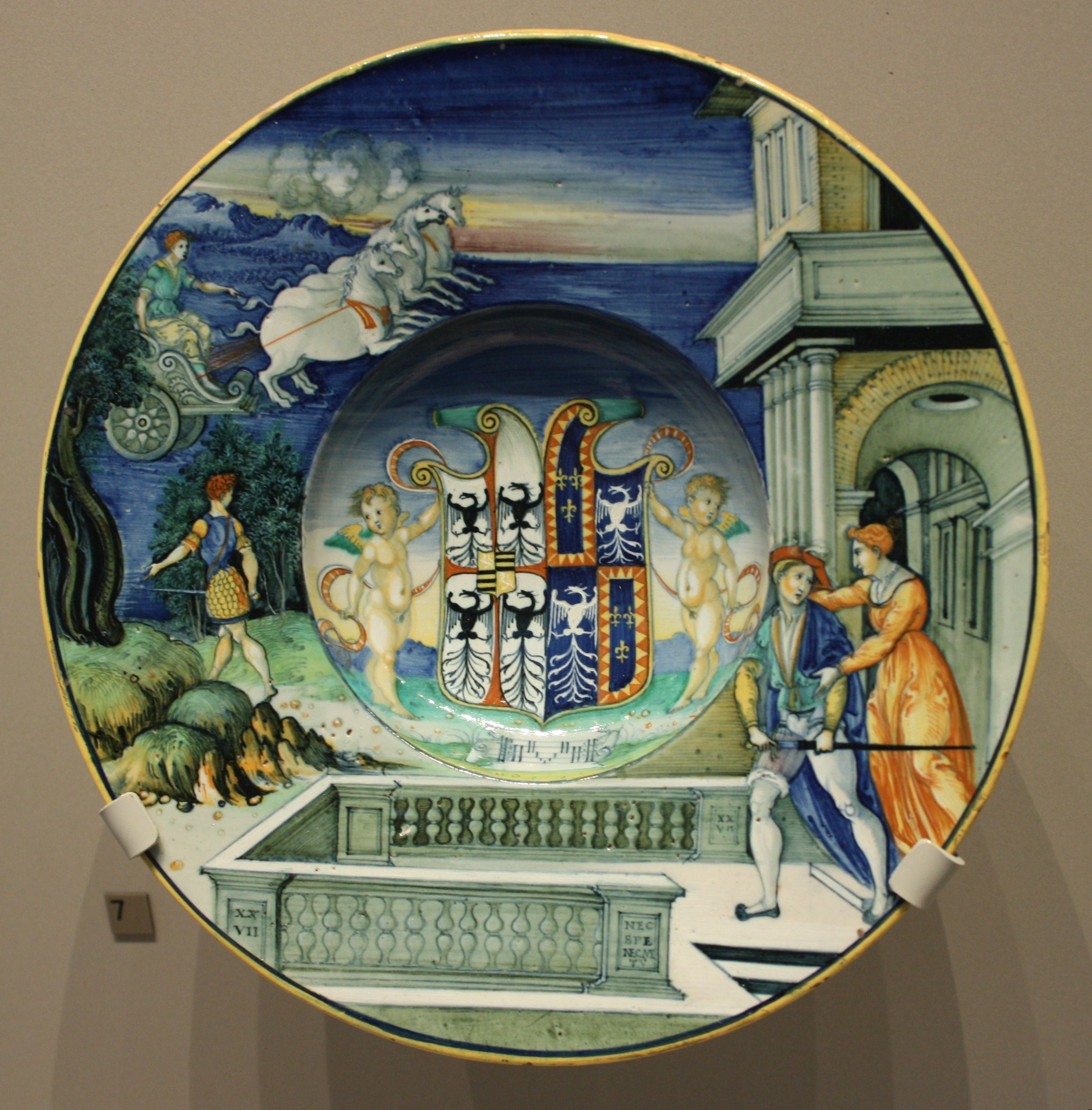
イザベラの紋章が染め付けされたマヨリカ陶器。1524年ごろ、ヴィクトリア&アルバート博物館所蔵。

フランチェスコ2世存命時代と摂政就任時代を通じて、イザベラは国政に携わっていない余暇には文芸活動に親しむことが多く、読書、手紙書き、リュート演奏などを好んでいた。イザベラはさまざまな文芸、芸術に興味を示したが、とくに音楽を愛好し、自身で新しい楽曲の制作を試みることもあった。美術作品の収集や、哲学者、詩人、画家たちの庇護にも積極的で、ティツィアーノ、ベッリーニ、レオナルド・ダ・ヴィンチら、イザベラの後援を受けた芸術家も多い。イザベラはレオナルド・ダ・ヴィンチに自身の肖像画制作を依頼していたが、レオナルドが描いたのは一枚のドローイングだけだった。イザベラはレオナルドに宛てた書簡で、夫フランチェスコ2世がこのドローイングを他人に譲ってしまったとしてレオナルドに新たな肖像画を求めたが、レオナルドがこの依頼に応えることはなかった。イザベラは自身の肖像画以外の絵画もレオナルドに依頼しているが、これらの作品もレオナルドは描いていない（2013年レオナルドが描いたとされるイザベラの肖像画が発見されたものの真贋については確証が得られていないことが報じられた）。
イザベラはファッションでも第一人者であり、毛皮をあしらった最上質の衣服などを着用していたほか、自身で香水を調香して贈答品として使用していた。イザベラの装いはシンプルなもので、少年のような被り物と、乳首が見えそうなほどに胸元を広く開けた豪華な刺繍が施されたガウンはイタリア全土で模倣されたのみならず、フランス王宮でもフランス王ルイ12世妃アンヌ・ド・ブルターニュらが、イザベラのファッションを真似ていた。

## フランチェスコ2世との死別後

### 国政への注力

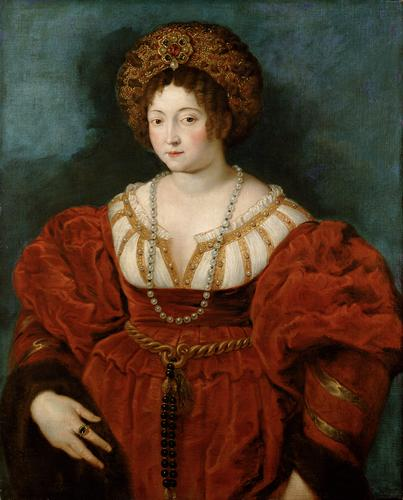
イザベラの死後にルーベンスが描いたイザベラの肖像画。1605年頃、ウィーン美術史美術館所蔵。

フランチェスコ2世と死別し、45歳で未亡人となったイザベラはマントヴァ侯国の摂政として「国政に専念」するようになっていった。イザベラは都市国家を運営する統治者としてさまざまな問題に直面するようになった。マントヴァ侯家の臣民を満足させるために、イザベラは建築、農業、産業などを学び、ニッコロ・マキャヴェッリの君主のありようを解説した著作『君主論』を規範とした。卓越した政治手腕を発揮するイザベラに、マントヴァの臣民は敬意と愛情の念を捧げていたといわれている。
1527年にイザベラはマントヴァを離れてローマへ向かった。当時のローマは神聖ローマ皇帝カール5世軍による徹底的なローマ略奪のさなかだった。イザベラは自身のローマの邸宅を避難民収容所に転用し、皇帝軍がら逃れてきた約2,000名の難民を迎え入れた。イザベラの息子であるマントヴァ侯フェデリーコ2世がローマ皇帝寄りだったために、イザベラの邸宅は皇帝軍による破壊から免れていた数少ない建物の一つとなっていたのである。イザベラは自身がローマを離れるときに、邸宅に保護を求める難民の安全を確保できるように全力を尽くした。

### 晩年と死
略奪が沈静化し、ローマが安定し始めるのを見届けてからイザベラはマントヴァへと戻った。晩年のイザベラはマントヴァを文化の中心都市として隆盛させることに注力し、女学校の創設や、マントヴァ家の邸宅を優れた美術品を収蔵する美術館として開放するなどの施策を行っている。すでに60歳代半ばに達していたイザベラだったがその活動力は衰えを見せず、再び政治活動に従事するようになり、1539年2月13日に死去するまでエミリア＝ロマーニャのソラローロの統治者としての務めを果たし続けた。

## 人物評価
イザベラの生存中もその死後も、詩人、歴代ローマ教皇、各国の政治指導者たちからの賛辞の的であり続けた。ローマ教皇レオ10世はイザベラを「姉弟同然の深い親近感」を持って接して欲しいとしてヴァチカンに招待した。レオ10世の秘書官を務めていた文学者、詩人ピエトロ・ベンボは「もっとも知性に優れた、もっとも幸いな女性」、詩人ルドヴィーコ・アリオストは「自由闊達で高潔なイザベラ」とそれぞれイザベラのことを賞賛している。また、著述家マッテオ・バンデッロ (en:Matteo Bandello) は「最高の女性」、外交官ニッコロ・ダ・コレッジョはイザベラを「世界一のファーストレディ」と高く評価した。

## 登場作品
- 『レオナルド・ダ・ヴィンチ　美と知の迷宮』（2015年、イタリア、原題：Leonardo da Vinci - Il genio a Milano）- レオナルド・ダ・ヴィンチの人物像と業績、残された謎を描くドキュメンタリー。イザベラは再現ドラマに登場。キャストはガブリエラ・ペシオン[31]。